# Vitalij Kondroet
Vitali Ihorovitsj Kondrut (Oekraïens: Віталій Ігорович Кондрут) (Dzjankoj, 15 februari 1984) is een Oekraïens voormalig wielrenner die zowel op de baan als op de weg reed.

## Carrière
Kondrut werd in 2001 tweede op het Europees kampioenschap baanwielrennen op de onderdelen achtervolging en puntenkoers bij de junioren. Een jaar later werd hij tweede op het wereldkampioenschap puntenkoers bij de junioren en wederom tweede op de achtervolging op het Europees kampioenschap voor junioren. Samen met Dmytro Hrabovsky, Vadym Matsko en Andriy Buchko werd hij dat jaar Europees kampioen op de ploegenachtervolging.
In 2006 werd Kondrut Oekraïens kampioen bij de beloften op de weg. In 2007 eindigde hij als derde in de Flèche du Sud.

## Belangrijkste overwinningen
2002
Europees kampioen ploegenachtervolging, Junioren (met Dmytro Hrabovsky, Vadym Matsko en Andriy Buchko)
2003
 Oekraïens kampioen op de weg, Beloften
2008
La Roue Tourangelle

## Resultaten in voornaamste wedstrijden
| Jaar | Ronde van Vlaanderen | Parijs-Roubaix | Ronde van Lombardije |
| ---- | -------------------- | -------------- | -------------------- |
| 2009 |                      |                | 115e                 |
| 2010 |                      |                |                      |
| 2011 | opgave               | buit.tijd      |                      |

Balloni ·
Bertagnolli ·
Boets · 
Bole ·
Bono ·     
Cunego ·
Gavazzi ·
Hondo ·
Kasjetsjkin (tot 31/07) ·
Kondroet ·
Kostjoek ·
Kryvtsov ·
Kvatsjoek ·
Loosli ·
Magazzini ·
Malori ·
Marzano ·
Mori ·
Niemiec ·
Pérez ·
Petacchi ·
Pietropolli ·
Righi ·
Scarponi ·
Spezialetti ·
Špilak ·
Szeghalmi ·
Ulissi ·
Graziato (stagiair) ·
Tedeschi (stagiair) ·
Tiozzo (stagiair)